# Тапиола (станция метро)
Тапиола (фин. Tapiola) или по-шведски Хагалунд (швед. Hagalund) одна из восьми станции Хельсинкского метрополитена, которая была открыта 18 ноября 2017 года. Станция располагается в районе Тапиола в городе Эспоо. Станция расположена между станциями Университет Аалто до которой 1,7 км и Урхейлупуисто до 1,3 км.
Планируется что ежедневный пассажиропоток этой станций будет составлять до 30 тысяч человек.

## Дизайн
На платформе установлена статуя девочки с раскрашенной рукой.